# دوجلاس تيت
دوجلاس تيت (بالإنجليزية: Douglas Tait)‏ هو مخرج وممثل أمريكي، ولد في 17 ديسمبر 1978 في الولايات المتحدة.

## أعمال

### أفلام
- (2005) زذورا مغامرات الفضاء[4]
- (2009) ستار تريك[5][6][7]
- (2011) ثور[8][9]
- (2014) قاعدة الفضائيين
- (2018)  النت المظلم
- (2019) هلبوي

### مسلسلات
- الساحرة المراهقة سابرينا
- عملاء شيلد

## وصلات خارجية
- دوجلاس تيت على موقع IMDb (الإنجليزية)
- دوجلاس تيت على موقع ألو سيني (الفرنسية)
- دوجلاس تيت على موقع أول موفي (الإنجليزية)
- دوجلاس تيت على موقع قاعدة بيانات الأفلام السويدية (السويدية)
- دوجلاس تيت على موقع قاعدة بيانات الفيلم (الإنجليزية)
- دوجلاس تيت على موقع كينوبويسك (الروسية)